# SS-N-22 Sunburn
SS-N-22 Sunburn fu il nome in codice NATO con il quale i paesi del patto Atlantico, durante la guerra fredda, identificavano erroneamente con un'unica denominazione due missili antinave sovietici per niente imparentati: il P-80 Zubr a corto raggio e il P-270 Moskit a medio raggio. Sebbene i missili fossero molto differenti, distinguerli tra loro era difficile poiché i loro dispositivi di lancio erano identici. La confusione già venutasi a creare fu intensificata dalla consuetudine sovietica di non distinguere i tipi di missili utilizzati dalla stessa classe di navi. Per questo fino alla dissoluzione dell'Unione Sovietica non si venne a sapere che la sigla "SS-N-22" in realtà non individuava un unico missile (come si credeva) ma due missili differenti.

## P-80 Zubr
Uno dei due missili identificati come SS-N-22 era il P-80 Zubr, progettato da una squadra guidata da Vladimir Chelomei. Il Zubr aveva un motore a razzo ed era armato con una testata di 250 kg. Era trasportato da un modello primordiale del cacciatorpediniere classe Sovremennyj e dalla corvetta classe Tarantul. Anche la versione utilizzabile dai sottomarini lanciamissili era stata designata dalla NATO con il nome in codice SS-N-22 Sunburn, ma era conosciuta dai sovietici come P-100 Oniks.

## P-270 Moskit
L'altro missile identificato come SS-N-22 (ma non imparentato con l'altro) era il Raduga P-270 Moskit. Esso era caratterizzato dalla presenza di uno statoreattore come motore a reazione e da un apparato di guida idoneo al volo radente, capace di superare la velocità di Mach 2. Siccome il modello base, pensato per la classe  di cacciatorpediniere Project 965 'Sovremennj', era troppo pesante per essere usato dalle corvette classe 'Tarantul', i sovietici ne realizzarono una versione più piccola che la NATO designò comunque con il nome SS-N-22.
Ne esiste anche una versione aria-superficie, nota come Kh-41, lanciabile da Sukhoi Su-34 e forse anche dal Su-33 (alcuni analisti infatti ritengono che il Moskit sia troppo pesante per essere impiegato da quest'ultimo velivolo, soprattutto se decollato da portaerei).
Si tratta di armi dal potenziale molto elevato, ma con pecche dovute al costo elevato, alla mole notevole e soprattutto alla gittata non superiore a quella di armi più piccole ed economiche, sufficienti ad affrontare una minaccia non troppo sofisticata. Per esempio, uno dei modelli di corvetta sovietici, basata sulle 'Tarantul', è dotata di 4 lanciatori quadrupli per SS-N-25 (simili agli 'Harpoon'), piuttosto che di 4 Moskit: probabilmente 4 di questi ordigni SS-N-25 hanno anche più probabilità di raggiungere il bersaglio rispetto a un singolo SS-N-22.